# ASSASSIN アサシン
『ASSASSIN アサシン』（原題：One in the Chamber）は、2012年製作のアメリカ合衆国のアクション映画。
ウィリアム・カウフマンが監督を務め、キューバ・グッディング・ジュニアとドルフ・ラングレンが主役を演じた。C・グッディングJr.とW・カウフマン監督は、2011年の映画『The Hit List』でもタッグを組んでいる。この映画は、2012年8月21日に米国でオリジナルビデオ作品として、DVDでリリースされた。

## あらすじ
共産主義の崩壊後、旧ソ連圏から犯罪者たちが東ヨーロッパに押し寄せ、犯罪組織を結成した。組織の勢力が増したその土地では、当局は無力化し、犯罪が法律に取って代わっていった。プラハを本拠地とする武器密売人や麻薬ディーラーたちは、様々なギャングに武器を売ることで数百万ドルを稼いでいた。
対立する2つのマフィア・ファミリーの間を渡り歩く殺し屋のレイ・カーヴァーは、頻繁に仕事をする犯罪組織のボスの一人であるデミャン・イヴァノフの暗殺に失敗し、もう一方の犯罪組織のボスの弟のミハイル・スヴェロフの暗殺を決行する。怒ったミハイルは、弟の復讐のためにレイ・カーヴァーを殺そうと、存在しないと噂される伝説のロシア人ヒットマンのアレクセイ・"ウルフ"・アンドレフを呼び寄せる。
アレクセイはカーヴァーを狙うが、やがて二人は自分たちが巨大なギャング抗争の渦中にいることに気づく。そこで彼らは手を組み、プラハに巣食う裏社会のマフィアを壊滅させることにする。

## キャスト
※括弧内は日本語吹替。
- レイ・カーヴァー - キューバ・グッディング・ジュニア（菊池康弘）
- Aleksey "The Wolf" Andreev - ドルフ・ラングレン（西垣俊作）
- Janice Knowles - クラウディア・バソル（英語版）（永井有薫）
- Mikhail Suverov - Andrew Bicknell
- Liev - Catalin Babliuc
- Demyan Ivanov - ルイス・マンディロア（中尾智）
- Bobby Suverov - レオ・グレゴリー（英語版）
- ミラ - Lia Sinchevici
- Gregori - George Remes
- Vlad Tavanian - Alin Panc
- Leo Crosby - ビリー・マーレイ（英語版）（真田雅隆）
- Junior - Florin Roata
- ナディア - Alexandra Murarus
- ピーター - Aaron McPherson
- ウェイター - Andrei Ciopec
- Nikolai Dvorak - Bogdan Uritescu
- Ivan - Jimmy Townsend
- Matous - David Menina
- Goon #1 - Bogdan Farkas
- Crony #1 - Justin Bursch
- Juliana - Patricia Poienaru
- Goon #2 - Slavi Slavov
- バスの乗客 - Annalee Gooding
- Crony #2 - Zane Jarcu

## 製作

### キャスティング
2011年7月4日、ビリー・マーレイの出演が決定した。

### 撮影
この映画は、2011年7月7日から8月1日までの25日間、ルーマニアで撮影された。

## 公開

### マーケティング
2012年6月27日に予告編が公開され、同年7月23日に本作の最初のクリップが公開された。

### ホームメディア
DVDは、Anchor Bay Entertainmentより2012年8月21日にRegion 1で、続いて8月27日にリージョン2で発売された。

## 評価

### 批評
この映画は、控えめながらも好意的な評価を受けた。Movie Ramblingsでは「『One In The Chamber』は、完璧にサービス精神旺盛なスリラーである。ただ、あまり期待しない方がいい」と評価された。Very Awareでは「確かにブルーレイプレーヤーにかけるには最悪な作品だが、（そうは言っても）ブルーレイプレーヤーにかけてみるべきです」と言及した。また、The Other Viewでは、「せいぜい買う前にレンタルしてみろ、でもその価値はあると思うぞ」と指摘した。We've Got This Coveredは「オリジナルビデオ作品における良い映画の作り方を示す良い例である」と評価している。